# 甲府市立東中学校
甲府市立東中学校（こうふしりつ ひがしちゅうがっこう）は、山梨県甲府市にある公立中学校。甲府市立西中学校、甲府市立南中学校、甲府市立北中学校と同時期に開校した。学園祭は「東輝祭」という。

## 沿革[1]
- 1947年 - 甲府市新学制実施準備協議会で、富士川、琢美、小学校地区及び朝気町を所属とする新制中学校設置を決議し、甲府市立東中学校と校名を定める。
- 1952年 - 里垣中学校との合併式が挙行された。
- 1955年 - 甲府市教育委員会は東光寺350番地の現在地に移転を決定した。
- 1960年 - 甲府市立北東中学校が開校された。（東中学校校舎と北中学校校舎での授業開始。）
- 1963年 - 玉諸中学校と合併をした。
- 2016年 - 山梨県教育委員会から実践的防災教育推進校の指定

## 校歌
昭和35年2月6日制定。作詞は古関吉雄、作曲は岡本敏明。

## 著名な卒業生
- 土井隆雄 - 宇宙飛行士
- 田原俊彦 - アイドル歌手、俳優、タレント
- 宮沢正史 - 元プロサッカー選手